# Самоубийство с помощью полицейского
Самоуби́йство с по́мощью полице́йского (англ. suicide by cop) — нападение на сотрудника правоохранительных органов, охранника, часового с целью спровоцировать его на применение оружия.

## Появление термина
Сначала английское словосочетание «suicide by cop» появилось в американских средствах массовой информации и впоследствии стало наиболее популярным термином для описания такого вида самоубийства, несмотря на появление формально более правильных словосочетаний с более широким смыслом («убийство, спровоцированное жертвой») и последующих эвфемизмов (например, «синее самоубийство», англ. blue suicide — от цвета полицейской униформы).
Существует термин «вызов огня на поражение».

## История явления
Хотя формально такой вид самоубийства изучается только с конца XX века, концепция умышленного самоубийства путём провокации представителей власти известна ещё с конца существования Римской империи. В Северной Африке IV века секта донатистов утверждала, что концепция жертвенности очень священна. При удобном случае члены этой группы нападали с деревянными дубинками на римских легионеров или вооружённых путешественников, чтобы спровоцировать их на ответное нападение и быть убитыми ими. Другие могли прерывать судебный процесс и словесно провоцировать судью для того, чтобы он потребовал немедленной их казни (обычное в то время наказание за неуважение к суду).
Первым юридическим фактом «полицейского самоубийства» в истории английского права стало решение, вынесенное 9 мая 2003 года доктором Уильямом Долманом, служившим лондонским коронером между 1993 и 2007 годами. С тех пор этот случай и заключение о причине смерти стали прецедентом в английском праве.